# Segunda Categoría de Los Ríos 2015
El Campeonato Provincial de Segunda Categoría de Los Ríos 2015 fue un torneo de fútbol en Ecuador en el cual compitieron equipos de la Provincia de Los Ríos. El torneo fue organizado por la Asociación de Fútbol Profesional de Los Ríos (AFNALR) y avalado por la Federación Ecuatoriana de Fútbol. El torneo empezó el 11 de abril de 2015 y finalizó el 19 de julio de 2015. Participaron 14 clubes de fútbol y entregó 2 cupos al Zonal de Ascenso de la Segunda Categoría 2015 por el ascenso a la Serie B.

## Sistema de campeonato
El sistema determinado por la Asociación de Fútbol Profesional de Los Ríos fue el siguiente:
- Primera Etapa: Los 14 clubes se dividieron en 3 grupos (2 grupos de 5 clubes y 1 grupo de 4 clubes), jugaron todos contra todos, los dos clubes que terminaron primeros en cada grupo clasificaron a la liguilla final (hexagonal final).

- Hexagonal Final: Los 6 clubes clasificados jugaron todos contra todos, el club que finalizó primero fue el campeón provincial, el que finalizó segundo fue vicecampeón; los dos clubes clasificaron a los Zonales de Ascenso, torneo organizado por la Federación Ecuatoriana de Fútbol.

## Equipos participantes
| Equipos participantes                                 | Equipos participantes | Equipos participantes                               |
| ----------------------------------------------------- | --------------------- | --------------------------------------------------- |
|                                                       |                       |                                                     |
| Equipo                                                | Ciudad                | Estadio                                             |
| Club Deportivo Corinthians                            | El Empalme            | Estadio de la Liga Deportiva Cantonal de El Empalme |
| Club Social y Deportivo Mocache                       | Mocache               | Estadio Municipal de Mocache                        |
| Club Social, Cultural y Deportivo El Guayacán         | San Carlos            | Estadio de la Liga Deportiva Cantonal de Buena Fe   |
| Club Deportivo Fiorentina                             | Vinces                | Estadio Municipal 14 de Junio                       |
| Independiente Fútbol Club                             | Babahoyo              | Estadio Rafael Vera Yépez                           |
| Club Social, Cultural y Deportivo Jóvenes Deportistas | Quinsaloma            | Estadio del Colegio Insutec                         |
| Club Deportivo Montry                                 | Valencia              | Estadio Municipal de Valencia                       |
| Club Deportivo Napoli                                 | Valencia              | Estadio Municipal de Valencia                       |
| Club Social, Cultural y Deportivo Patria              | Buena Fe              | Estadio de la Liga Deportiva Cantonal de Buena Fe   |
| Club Social Deportivo Río Babahoyo                    | Babahoyo              | Estadio Rafael Vera Yépez                           |
| Club Deportivo River Fútbol Club                      | Ventanas              | Estadio de la Liga Deportiva Cantonal de Ventanas   |
| Club Social, Cultural y Deportivo San Camilo          | Quevedo               | Estadio 7 de Octubre                                |
| Club Deportivo y Social Santa Rita                    | Vinces                | Estadio El Sol                                      |
| Club Sport Venecia                                    | Babahoyo              | Estadio Rafael Vera Yépez                           |

## Equipos por cantón
| Cantón                                   | N.º | Equipos                                        |
| ---------------------------------------- | --- | ---------------------------------------------- |
| Archivo:Bandera de Babahoyo.svg Babahoyo | 3   | - Independiente F. C. - Río Babahoyo - Venecia |
| Quevedo                                  | 2   | - El Guayacán - San Camilo                     |
| Vinces                                   | 2   | - Fiorentina - Santa Rita                      |
| Valencia                                 | 2   | - Nápoli - Deportivo Montry                    |
| Mocache                                  | 1   | - Deportivo Mocache                            |
| Quinsaloma                               | 1   | - Jóvenes Deportistas                          |
| Buena Fe                                 | 1   | - Patria                                       |
| Ventanas                                 | 1   | - River F. C.                                  |
| El Empalme                               | 1   | - Corinthians                                  |

## Primera fase

### Grupo 1

#### Clasificación
|                                 |    | Equipo              | PJ | PG | PE | PP | GF | GC | DG  | PTS |
| ------------------------------- | -- | ------------------- | -- | -- | -- | -- | -- | -- | --- | --- |
|                                 | 1. | Santa Rita          | 5  | 5  | 0  | 0  | 23 | 0  | +23 | 15  |
| Archivo:Bandera de Babahoyo.svg | 2. | Venecia             | 5  | 4  | 0  | 1  | 25 | 2  | +23 | 12  |
| Archivo:Bandera de Babahoyo.svg | 3. | Río Babahoyo        | 5  | 1  | 0  | 4  | 4  | 25 | −21 | 3   |
| Archivo:Bandera de Babahoyo.svg | 4. | Independiente F. C. | 5  | 0  | 0  | 5  | 1  | 26 | −25 | 0   |

|  | Clasificado al Hexagonal final. |

#### Evolución de la clasificación
| Equipo / Jornada                                    | 01 | 02 | 03 | 04 | 05 | 06 |
| --------------------------------------------------- | -- | -- | -- | -- | -- | -- |
| Santa Rita                                          | 2  | 1  | 1  | 1  | 1  | 1  |
| Archivo:Bandera de Babahoyo.svg Venecia             | 3  | 2  | 2  | 2  | 2  | 2  |
| Archivo:Bandera de Babahoyo.svg Río Babahoyo        | 1  | 3  | 3  | 3  | 3  | 3  |
| Archivo:Bandera de Babahoyo.svg Independiente F. C. | 4  | 4  | 4  | 4  | 4  | 4  |

#### Resultados
| Archivo:Bandera de Babahoyo.svg | Venecia             | 0 - 1 | Santa Rita   |                                 | Rafael Vera Yépez | 11 de abril | 16:00 |
| Archivo:Bandera de Babahoyo.svg | Independiente F. C. | 1 - 3 | Río Babahoyo | Archivo:Bandera de Babahoyo.svg | Rafael Vera Yépez | 12 de abril | 16:00 |

|                                 | Santa Rita   | 6 - 0 | Independiente F. C. | Archivo:Bandera de Babahoyo.svg | El Sol            | 18 de abril | 15:00 |
| Archivo:Bandera de Babahoyo.svg | Río Babahoyo | 0 - 9 | Venecia             | Archivo:Bandera de Babahoyo.svg | Rafael Vera Yépez | 18 de abril | 16:00 |

| Archivo:Bandera de Babahoyo.svg | Río Babahoyo | 0 - 4 | Santa Rita          |                                 | Rafael Vera Yépez | 25 de abril | 11:00 |
| Archivo:Bandera de Babahoyo.svg | Venecia      | 6 - 0 | Independiente F. C. | Archivo:Bandera de Babahoyo.svg | Rafael Vera Yépez | 25 de abril | 16:00 |

|                                 | Santa Rita          | 5 - 0 | Río Babahoyo | Archivo:Bandera de Babahoyo.svg | El Sol            | 2 de mayo | 15:00 |
| Archivo:Bandera de Babahoyo.svg | Independiente F. C. | 0 - 4 | Venecia      | Archivo:Bandera de Babahoyo.svg | Rafael Vera Yépez | 2 de mayo | 16:00 |

| Archivo:Bandera de Babahoyo.svg | Independiente F. C. | 0 - 7 | Santa Rita   |                                 | Rafael Vera Yépez | 9 de mayo | 11:00 |
| Archivo:Bandera de Babahoyo.svg | Venecia             | 6 - 1 | Río Babahoyo | Archivo:Bandera de Babahoyo.svg | Rafael Vera Yépez | 9 de mayo | 16:00 |

|                                 | Santa Rita   | - | Venecia             | Archivo:Bandera de Babahoyo.svg | No se programó | No se programó | No se programó |
| Archivo:Bandera de Babahoyo.svg | Río Babahoyo | - | Independiente F. C. | Archivo:Bandera de Babahoyo.svg | No se programó | No se programó | No se programó |

### Grupo 2

#### Clasificación
|  |    | Equipo       | PJ | PG | PE | PP | GF | GC | DG  | PTS |
|  | -- | ------------ | -- | -- | -- | -- | -- | -- | --- | --- |
|  | 1. | Nápoli       | 8  | 5  | 2  | 1  | 14 | 3  | +11 | 17  |
|  | 2. | El Guayacán  | 8  | 5  | 1  | 2  | 16 | 10 | +6  | 16  |
|  | 3. | C. D. Patria | 7  | 2  | 4  | 1  | 13 | 6  | +7  | 10  |
|  | 4. | Corinthians  | 7  | 3  | 0  | 4  | 13 | 14 | −1  | 9   |
|  | 5. | River F. C.  | 8  | 0  | 1  | 7  | 6  | 29 | −23 | 1   |

|  | Clasificado al Hexagonal final. |

#### Evolución de la clasificación
| Equipo / Jornada | 01 | 02 | 03 | 04 | 05 | 06 | 07 | 08 | 09 | 10 |
| ---------------- | -- | -- | -- | -- | -- | -- | -- | -- | -- | -- |
| Nápoli           | 1  | 2  | 2  | 1  | 1  | 1  | 1  | 2  | 2  | 1  |
| El Guayacán      | 5  | 3  | 3  | 3  | 3  | 3  | 2  | 1  | 1  | 2  |
| C. D. Patria     | 2  | 1  | 1  | 2  | 2  | 2  | 3  | 3  | 3  | 3  |
| Corinthians      | 4  | 5  | 4  | 4  | 4  | 4  | 4  | 4  | 4  | 4  |
| River F. C.      | 3  | 4  | 5  | 5  | 5  | 5  | 5  | 5  | 5  | 5  |

#### Resultados
|  | C. D. Patria | 1 - 0 | Corinthians |  | LDC de Buena Fe       | 11 de abril | 16:00 |
|  | Nápoli       | 2 - 0 | El Guayacán |  | Municipal de Valencia | 12 de abril | 15:00 |
|  | Libre:       | -     | River F. C. |  | -----                 | -----       | ----- |

|  | El Guayacán | 1 - 1 | C. D. Patria |  | LDC de Buena Fe | 15 de abril | 16:00 |
|  | River F. C. | 0 - 3 | Nápoli       |  | LDC de Ventanas | Suspendido  | --:-- |
|  | Libre:      | -     | Corinthians  |  | -----           | -----       | ----- |

|  | Corinthians  | 2 - 3 | El Guayacán |  | LDC de El Empalme | 18 de abril | 16:00 |
|  | C. D. Patria | 8 - 1 | River F. C. |  | LDC de Buena Fe   | 19 de abril | 15:00 |
|  | Libre:       | -     | Nápoli      |  | -----             | -----       | ----- |

|  | Nápoli      | 1 - 0 | Corinthians  |  | Municipal de Valencia | 22 de abril | 16:00 |
|  | River F. C. | 1 - 4 | El Guayacán  |  | LDC de Ventanas       | 22 de abril | 16:00 |
|  | Libre:      | -     | C. D. Patria |  | -----                 | -----       | ----- |

|  | C. D. Patria | 0 - 0 | Nápoli      |  | LDC de Buena Fe   | 25 de abril | 16:00 |
|  | Corinthians  | 4 - 3 | River F. C. |  | LDC de El Empalme | 25 de abril | 16:00 |
|  | Libre:       | -     | El Guayacán |  | -----             | -----       | ----- |

|  | Nápoli      | 0 - 0 | C. D. Patria |  | Municipal de Valencia | 3 de mayo | 15:00 |
|  | River F. C. | 0 - 4 | Corinthians  |  | LDC Ventanas          | 3 de mayo | 16:00 |
|  | Libre:      | -     | El Guayacán  |  | -----                 | -----     | ----- |

|  | Corinthians | 3 - 2 | Nápoli       |  | LDC de El Empalme | 6 de mayo | 16:00 |
|  | El Guayacán | 1 - 0 | River F. C.  |  | LDC de Buena Fe   | 6 de mayo | 16:00 |
|  | Libre:      | -     | C. D. Patria |  | -----             | -----     | ----- |

|  | River F. C. | 1 - 1 | C. D. Patria |  | LDC de Ventanas | 9 de mayo | 16:00 |
|  | El Guayacán | 4 - 0 | Corinthians  |  | LDC de Buena Fe | 9 de mayo | 16:00 |
|  | Libre:      | -     | Nápoli       |  | -----           | -----     | ----- |

|  | C. D. Patria | 2 - 3 | El Guayacán |  | LDC de Buena Fe       | 13 de mayo | 16:00 |
|  | Nápoli       | 4 - 0 | River F. C. |  | Municipal de Valencia | 13 de mayo | 16:00 |
|  | Libre:       | -     | Corinthians |  | -----                 | -----      | ----- |

|  | El Guayacán | 0 - 2       | Nápoli      |             | LDC de Buena Fe | 16 de mayo     | 16:00          |
|  | Corinthians | -           | Patria      |             | No se programó  | No se programó | No se programó |
|  | Libre:      | River F. C. | River F. C. | River F. C. | River F. C.     | River F. C.    | River F. C.    |

### Grupo 3

#### Clasificación
|  |    | Equipo              | PJ | PG | PE | PP | GF | GC | DG  | PTS |
|  | -- | ------------------- | -- | -- | -- | -- | -- | -- | --- | --- |
|  | 1. | Fiorentina          | 8  | 6  | 2  | 0  | 33 | 2  | +31 | 20  |
|  | 2. | Deportivo Mocache   | 7  | 5  | 2  | 0  | 28 | 4  | +24 | 17  |
|  | 3. | Montry              | 7  | 3  | 0  | 4  | 19 | 8  | +11 | 9   |
|  | 4. | Jóvenes Deportistas | 7  | 2  | 0  | 5  | 11 | 31 | −20 | 6   |
|  | 5. | San Camilo          | 7  | 0  | 0  | 7  | 2  | 48 | −46 | 0   |

|  | Clasificado al Hexagonal final. |

#### Evolución de la clasificación
| Equipo / Jornada    | 01 | 02 | 03 | 04 | 05 | 06 | 07 | 08 | 09 | 10 |
| ------------------- | -- | -- | -- | -- | -- | -- | -- | -- | -- | -- |
| Fiorentina          | 3  | 4  | 3  | 1  | 1  | 2  | 1  | 1  | 1  | 1  |
| Deportivo Mocache   | 1  | 1  | 2  | 2  | 2  | 1  | 2  | 2  | 2  | 2  |
| Montry              | 2  | 2  | 1  | 3  | 3  | 3  | 3  | 3  | 3  | 3  |
| Jóvenes Deportistas | 4  | 3  | 4  | 4  | 4  | 4  | 4  | 4  | 4  | 4  |
| San Camilo          | 5  | 5  | 5  | 5  | 5  | 5  | 5  | 5  | 5  | 5  |

#### Resultados
|  | Jóvenes Deportistas | 0 - 7 | Montry     |  | Colegio INSUTEC      | 11 de abril | 11:30 |
|  | Deportivo Mocache   | 9 - 0 | San Camilo |  | Municipal de Mocache | 12 de abril | 15:00 |
|  | Libre:              | -     | Fiorentina |  | -----                | -----       | ----- |

|  | San Camilo | 0 - 3 | Jóvenes Deportistas |  | Parroquial de San Carlos | 15 de abril | 15:00 |
|  | Fiorentina | 2 - 2 | Deportivo Mocache   |  | Municipal 14 de Junio    | 15 de abril | 15:00 |
|  | Libre:     | -     | Montry              |  | -----                    | -----       | ----- |

|  | Jóvenes Deportistas | 0 - 3  | Fiorentina        |  | Colegio INSUTEC       | 18 de abril | 11:30 |
|  | Montry              | 10 - 0 | San Camilo        |  | Municipal de Valencia | 19 de abril | 15:00 |
|  | Libre:              | -      | Deportivo Mocache |  | -----                 | -----       | ----- |

|  | Deportivo Mocache | 2 - 0  | Montry              |  | Municipal de Mocache  | 22 de abril | 15:00 |
|  | Fiorentina        | 11 - 0 | San Camilo          |  | Municipal 14 de Junio | 22 de abril | 15:00 |
|  | Libre:            | -      | Jóvenes Deportistas |  | -----                 | -----       | ----- |

|  | Jóvenes Deportistas | 0 - 4 | Deportivo Mocache |  | Colegio INSUTEC       | 25 de abril | 11:30 |
|  | Montry              | 0 - 2 | Fiorentina        |  | Municipal de Valencia | 26 de abril | 15:00 |
|  | Libre:              | -     | San Camilo        |  | -----                 | -----       | ----- |

|  | Fiorentina        | 2 - 0 | Montry              |  | Municipal 14 de Junio | 2 de mayo | 15:00 |
|  | Deportivo Mocache | 9 - 1 | Jóvenes Deportistas |  | Municipal de Mocache  | 3 de mayo | 15:00 |
|  | Libre:            | -     | San Camilo          |  | -----                 | -----     | ----- |

|  | Montry     | 1 - 2 | Deportivo Mocache   |  | Municipal de Valencia    | 6 de mayo | 16:00 |
|  | San Camilo | 0 - 7 | Fiorentina          |  | Parroquial de San Carlos | 6 de mayo | 16:00 |
|  | Libre:     | -     | Jóvenes Deportistas |  | -----                    | -----     | ----- |

|  | Fiorentina | 6 - 0 | Jóvenes Deportistas |  | Municipal 14 de Junio    | 9 de mayo | 15:00 |
|  | San Camilo | 0 - 1 | Montry              |  | Parroquial de San Carlos | 9 de mayo | 15:00 |
|  | Libre:     | -     | Deportivo Mocache   |  | -----                    | -----     | ----- |

|        | Jóvenes Deportistas | 7 - 2  | San Camilo |        | Colegio INSUTEC      | 13 de mayo | 16:00  |
|        | Deportivo Mocache   | 0 - 0  | Fiorentina |        | Municipal de Mocache | 13 de mayo | 16:00  |
| Libre: | Libre:              | Montry | Montry     | Montry | Montry               | Montry     | Montry |

|  | Montry     | -          | Jóvenes Deportistas |            | No se programó | No se programó | No se programó |
|  | San Camilo | -          | Deportivo Mocache   |            | No se programó | No se programó | No se programó |
|  | Libre:     | Fiorentina | Fiorentina          | Fiorentina | Fiorentina     | Fiorentina     | Fiorentina     |

## Hexagonal final

### Clasificación
|                                 |    | Equipo            | PJ | PG | PE | PP | GF | GC | DG  | PTS |
| ------------------------------- | -- | ----------------- | -- | -- | -- | -- | -- | -- | --- | --- |
|                                 | 1. | Nápoli            | 10 | 7  | 2  | 1  | 21 | 8  | +13 | 23  |
| Archivo:Bandera de Babahoyo.svg | 2. | Venecia           | 10 | 6  | 3  | 1  | 13 | 6  | +7  | 21  |
|                                 | 3. | Fiorentina        | 10 | 4  | 4  | 2  | 9  | 8  | +1  | 16  |
|                                 | 4. | El Guayacán       | 10 | 4  | 2  | 4  | 14 | 12 | +2  | 14  |
|                                 | 5. | Santa Rita        | 9  | 0  | 3  | 6  | 3  | 15 | −12 | 3   |
|                                 | 6. | Deportivo Mocache | 9  | 0  | 2  | 7  | 7  | 18 | −11 | 2   |

|  | Campeón y clasificado a los zonales de Segunda Categoría 2015.     |
|  | Vicecampeón y clasificado a los zonales de Segunda Categoría 2015. |

### Evolución de la clasificación
| Equipo / Jornada                        | 01 | 02 | 03 | 04 | 05 | 06 | 07 | 08 | 09 | 10 |
| --------------------------------------- | -- | -- | -- | -- | -- | -- | -- | -- | -- | -- |
| Nápoli                                  | 1  | 1  | 1  | 1  | 1  | 1  | 2  | 1  | 1  | 1  |
| Archivo:Bandera de Babahoyo.svg Venecia | 2  | 2  | 2  | 2  | 2  | 2  | 1  | 2  | 2  | 2  |
| Fiorentina                              | 6  | 3  | 3  | 3  | 3  | 3  | 3  | 3  | 3  | 3  |
| El Guayacán                             | 5  | 6  | 4  | 4  | 4  | 4  | 4  | 4  | 4  | 4  |
| Santa Rita                              | 4  | 4  | 5  | 5  | 5  | 6  | 5  | 5  | 5  | 5  |
| Deportivo Mocache                       | 3  | 5  | 6  | 6  | 6  | 5  | 6  | 6  | 6  | 6  |

### Resultados
| Archivo:Bandera de Babahoyo.svg | Venecia           | 2 - 1 | El Guayacán |  | Rafael Vera Yépez     | 23 de mayo | 14:00 |
|                                 | Fiorentina        | 1 - 3 | Nápoli      |  | Municipal 14 de Junio | 23 de mayo | 15:30 |
|                                 | Deportivo Mocache | 1 - 1 | Santa Rita  |  | Municipal de Mocache  | 24 de mayo | 15:00 |

|  | Santa Rita  | 0 - 0 | Venecia           | Archivo:Bandera de Babahoyo.svg | El Sol                | 30 de mayo | 15:30 |
|  | El Guayacán | 1 - 2 | Fiorentina        |                                 | LDC de Buena Fe       | 30 de mayo | 16:00 |
|  | Nápoli      | 2 - 1 | Deportivo Mocache |                                 | Municipal de Valencia | 31 de mayo | 15:00 |

| Archivo:Bandera de Babahoyo.svg | Venecia           | 0 - 0 | Fiorentina  |  | Rafael Vera Yépez     | 6 de junio | 16:00 |
|                                 | Deportivo Mocache | 1 - 2 | El Guayacán |  | Municipal de Mocache  | 7 de junio | 15:00 |
|                                 | Nápoli            | 3 - 1 | Santa Rita  |  | Municipal de Valencia | 7 de junio | 15:00 |

|  | Fiorentina        | 1 - 0 | Santa Rita |                                 | Municipal 14 de Junio | 13 de junio | 15:30 |
|  | El Guayacán       | 0 - 2 | Nápoli     |                                 | LDC de Buena Fe       | 14 de junio | 15:00 |
|  | Deportivo Mocache | 0 - 1 | Venecia    | Archivo:Bandera de Babahoyo.svg | Municipal de Mocache  | 14 de junio | 15:00 |

|                                 | Santa Rita | 0 - 3 | El Guayacán       |  | El Sol                | 20 de junio | 15:30 |
|                                 | Fiorentina | 1 - 0 | Deportivo Mocache |  | Municipal 14 de Junio | 20 de junio | 15:30 |
| Archivo:Bandera de Babahoyo.svg | Venecia    | 2 - 1 | Nápoli            |  | Rafael Vera Yépez     | 20 de junio | 16:00 |

|  | El Guayacán       | 1 - 0 | Santa Rita |                                 | LDC de Buena Fe       | 27 de junio | 16:00 |
|  | Deportivo Mocache | 0 - 0 | Fiorentina |                                 | Municipal de Mocache  | 28 de junio | 15:00 |
|  | Nápoli            | 0 - 0 | Venecia    | Archivo:Bandera de Babahoyo.svg | Municipal de Valencia | 28 de junio | 15:00 |

|                                 | Santa Rita | 1 - 1 | Fiorentina        |  | El Sol                | 1 de julio | 15:30 |
| Archivo:Bandera de Babahoyo.svg | Venecia    | 3 - 2 | Deportivo Mocache |  | Rafael Vera Yépez     | 1 de julio | 16:00 |
|                                 | Nápoli     | 1 - 1 | El Guayacán       |  | Municipal de Valencia | 1 de julio | 16:00 |

|  | Fiorentina  | 1 - 0 | Venecia           | Archivo:Bandera de Babahoyo.svg | Municipal 14 de Junio | 4 de julio | 15:30 |
|  | Santa Rita  | 0 - 2 | Nápoli            |                                 | El Sol                | 4 de julio | 15:30 |
|  | El Guayacán | 2 - 0 | Deportivo Mocache |                                 | LDC de Buena Fe       | 4 de julio | 16:00 |

|                                 | Fiorentina        | 2 - 2 | El Guayacán |  | Municipal 14 de Junio | 11 de julio | 15:30 |
|                                 | Deportivo Mocache | 2 - 6 | Nápoli      |  | Municipal de Mocache  | 11 de julio | 15:30 |
| Archivo:Bandera de Babahoyo.svg | Venecia           | 3 - 0 | Santa Rita  |  | Rafael Vera Yépez     | 11 de julio | 15:30 |

|  | El Guayacán | 1 - 2 | Venecia           | Archivo:Bandera de Babahoyo.svg | LDC de Buena Fe       | 19 de julio    | 15:00          |
|  | Nápoli      | 1 - 0 | Fiorentina        |                                 | Municipal de Valencia | 19 de julio    | 15:00          |
|  | Santa Rita  | -     | Deportivo Mocache |                                 | No se programó        | No se programó | No se programó |

## Campeón
| |
| Club Deportivo Nápoli 1.er título Clasifica a los zonales de la Segunda Categoría 2015. - También clasifica Club Sport Venecia como subcampeón. |